# Vicente Lobit Rodríguez
Vicente Lobit Rodríguez (1816-1882), político español del siglo XIX, tiempos de Isabel II, Amadeo I y Primera República, que ocupó diversos cargos, entre otros, de gobernador civil de varias provincias. De profesión, médico-cirujano.
Fue elegido diputado a Cortes por el distrito de Orense en 1843 y reelegido en el mismo distrito en 1854. Fue el primer presidente del Liceo de Orense (1850). En el Sexenio Democrático presidió la Junta Revolucionaria de Orense. Fue nombrado gobernador civil de Pontevedra y el 2 de enero de 1869 presidente da Diputación de Pontevedra. En febrero de 1869 fue nombrado gobernador civil de Palencia; en septiembre de 1869, de León; en 1871 de Toledo (nombrado por Amadeo de Saboya); luego de Valladolid; y el 31 de enero de 1874, de Valencia (nombrado por el Presidente del ejecutivo de la Primera República, Francisco Serrano).
Falleció en Burgos en noviembre de 1882.